# Campionati austriaci di sci alpino 1996
I Campionati austriaci di sci alpino 1996 si svolsero a Innerkrems tra il 18 e il 24 marzo. Il programma incluse gare di discesa libera, supergigante, slalom gigante, slalom speciale e combinata, sia maschili sia femminili.
Trattandosi di competizioni valide anche ai fini del punteggio FIS, vi parteciparono anche sciatori di altre federazioni, senza che questo consentisse loro di concorrere al titolo nazionale austriaco.

## Risultati

### Uomini

#### Discesa libera
| Pos. | Atleta             | Nazione  | Tempo   |
| ---- | ------------------ | -------- | ------- |
| 1    | Patrick Ortlieb    | Austria  | 1:27,53 |
| 2    | Werner Franz       | Austria  | 1:27,54 |
| 3    | Hannes Trinkl      | Austria  | 1:27,55 |
| 4    | Josef Strobl       | Austria  | 1:27,59 |
| 5    | Roland Assinger    | Austria  | 1:27,73 |
| 6    | Stephan Eberharter | Austria  | 1:28,31 |
| 7    | Patrick Wirth      | Austria  | 1:28,50 |
| 8    | Norbert Holzknecht | Austria  | 1:28,54 |
| 9    | Christian Greber   | Austria  | 1:28,59 |
| 10   | Stefan Krauß       | Germania | 1:28,91 |

Data: 18 marzo

#### Supergigante
| Pos. | Atleta             | Nazione       | Tempo   |
| ---- | ------------------ | ------------- | ------- |
| 1    | Richard Kröll      | Austria       | 1:18,72 |
| 2    | Jernej Koblar      | Slovenia      | 1:19,57 |
| 3    | Kilian Albrecht    | Austria       | 1:19,72 |
| 4    | Stephan Eberharter | Austria       | 1:19,76 |
| 5    | Rainer Salzgeber   | Austria       | 1:19,78 |
| 6    | Achim Vogt         | Liechtenstein | 1:19,85 |
| 7    | Günther Mader      | Austria       | 1:19,97 |
| 8    | Norbert Holzknecht | Austria       | 1:20,02 |
| 9    | Christian Greber   | Austria       | 1:20,12 |
| 10   | Hannes Trinkl      | Austria       | 1:20,32 |

Data: 20 marzo

#### Slalom gigante
| Pos. | Atleta               | Nazione       | Tempo   |
| ---- | -------------------- | ------------- | ------- |
| 1    | Hermann Schiestl     | Austria       | 2:08,32 |
| 2    | Christian Mayer      | Austria       | 2:08,52 |
| 3    | Rainer Schönfelder   | Austria       | 2:08,61 |
| 4    | Josef Strobl         | Austria       | 2:09,14 |
| 5    | Harald de Man        | Paesi Bassi   | 2:09,18 |
| 6    | Heinz Schilchegger   | Austria       | 2:09,45 |
| 7    | Kilian Albrecht      | Austria       | 2:09,59 |
| 8    | Richard Kröll        | Austria       | 2:09,63 |
| 9    | Achim Vogt           | Liechtenstein | 2:09,65 |
| 10   | Manfred Kleinlercher | Austria       | 2:09,68 |

Data: 21 marzo

#### Slalom speciale
| Pos. | Atleta             | Nazione  | Tempo   |
| ---- | ------------------ | -------- | ------- |
| 1    | Thomas Sykora      | Austria  | 1:31,33 |
| 2    | Mario Reiter       | Austria  | 1:32,47 |
| 3    | Hermann Schiestl   | Austria  | 1:32,55 |
| 4    | Benjamin Raich     | Austria  | 1:32,79 |
| 5    | Heinz Schilchegger | Austria  | 1:32,90 |
| 6    | Dietmar Thöni      | Austria  | 1:32,93 |
| 7    | Andreas Ertl       | Germania | 1:33,06 |
| 8    | Markus Kirchner    | Austria  | 1:33,36 |
| 9    | Florian Seer       | Austria  | 1:33,45 |
| 10   | Ronald Stampfer    | Austria  | 1:34,65 |

Data: 22 marzo

#### Combinata
| Pos. | Atleta             | Nazione |
| ---- | ------------------ | ------- |
| 1    | Rainer Schönfelder | Austria |
| 2    | Josef Strobl       | Austria |
| 3    | Christoph Gruber   | Austria |

Data: 18-22 marzo

Classifica stilata attraverso i piazzamenti ottenuti
in discesa libera, slalom gigante e slalom speciale

### Donne

#### Discesa libera
| Pos. | Atleta               | Nazione  | Tempo   |
| ---- | -------------------- | -------- | ------- |
| 1    | Michaela Dorfmeister | Austria  | 1:31,82 |
| 2    | Stefanie Schuster    | Austria  | 1:33,20 |
| 3    | Brigitte Obermoser   | Austria  | 1:33,44 |
| 4    | Eveline Rohregger    | Austria  | 1:33,45 |
| 5    | Cornelia Meusburger  | Austria  | 1:33,46 |
| 6    | Marianna Salchinger  | Austria  | 1:33,53 |
| 7    | Ingrid Stöckl        | Austria  | 1:33,59 |
| 8    | Selina Heregger      | Austria  | 1:33,68 |
| 9    | Karin Blaser         | Austria  | 1:33,77 |
| 10   | Katarina Breznik     | Slovenia | 1:34,18 |

Data: 18 marzo

#### Supergigante
| Pos. | Atleta               | Nazione  | Tempo   |
| ---- | -------------------- | -------- | ------- |
| 1    | Regina Häusl         | Germania | 1:22,87 |
| 2    | Michaela Dorfmeister | Austria  | 1:23,05 |
| 3    | Cornelia Meusburger  | Austria  | 1:23,18 |
| 4    | Marianna Salchinger  | Austria  | 1:23,38 |
| 5    | Karin Köllerer       | Austria  | 1:23,45 |
| 6    | Ingrid Stöckl        | Austria  | 1:23,61 |
| 7    | Katarina Breznik     | Slovenia | 1:23,69 |
| 8    | Katja Koren          | Slovenia | 1:23,71 |
| 9    | Eveline Rohregger    | Austria  | 1:24,08 |
| 10   | Alenka Dovžan        | Slovenia | 1:24,36 |

Data: 20 marzo

#### Slalom gigante
| Pos. | Atleta                    | Nazione  | Tempo   |
| ---- | ------------------------- | -------- | ------- |
| 1    | Stefanie Schuster         | Austria  | 2:10,65 |
| 2    | Michaela Dorfmeister      | Austria  | 2:11,57 |
| 3    | Karin Köllerer            | Austria  | 2:11,64 |
| 4    | Carolina Waidhofer-Dummer | Austria  | 2:11,67 |
| 5    | Eveline Rohregger         | Austria  | 2:11,70 |
| 6    | Andrea Österle            | Austria  | 2:12,89 |
| 7    | Manuela Umele             | Austria  | 2:12,94 |
| 8    | Andreja Potisk Ribič      | Slovenia | 2:13,05 |
| 9    | Melanie Schöffmann        | Austria  | 2:13,24 |
| 10   | Alexandra Holzmann        | Austria  | 2:13,75 |

Data: 24 marzo

#### Slalom speciale
| Pos. | Atleta                    | Nazione | Tempo   |
| ---- | ------------------------- | ------- | ------- |
| 1    | Sabine Egger              | Austria | 1:43,17 |
| 2    | Carolina Waidhofer-Dummer | Austria | 1:43,36 |
| 3    | Manuela Umele             | Austria | 1:43,87 |
| 4    | Edith Rozsa               | Canada  | 1:43,99 |
| 5    | Veronika Kappaurer        | Austria | 1:44,00 |
| 6    | Anita Wachter             | Austria | 1:44,15 |
| 7    | Michaela Dorfmeister      | Austria | 1:44,31 |
| 8    | Ingrid Stöckl             | Austria | 1:44,62 |
| 9    | Stefanie Schuster         | Austria | 1:44,82 |
| 10   | Alexandra Holzmann        | Austria | 1:45,35 |

Data: 23 marzo

#### Combinata
| Pos. | Atleta               | Nazione |
| ---- | -------------------- | ------- |
| 1    | Michaela Dorfmeister | Austria |
| 2    | Stefanie Schuster    | Austria |
| 3    | Eveline Rohregger    | Austria |

Data: 18-24 marzo

Classifica stilata attraverso i piazzamenti ottenuti
in discesa libera, slalom gigante e slalom speciale